# Луиза Даути
Луиза Даути (енгл. Louise Doughty; Мелтон Моубреј, Лестершир, Англија 4. септембар 1963) је енглеска књижевница и сценариста. Најпознатија је по својим бестселер романима, укључујући Apple Tree Yard. Такође је радила као културни критичар за новине и часописе. Њена недељна колумна за The Daily Telegraph објављена је као A Novel in a Year 2007. Даути је била водитељ програма A Good Read на ББЦ радију 4 од 1998. до 2001. 

## Биографија
Даути је рођена 4. септембра 1963.  у Мелтон Моубреју, а одрасла је у Оакуму у Рутланду.  Похађала је школу Оакхам, као и Универзитет Лидс и Универзитет Источне Англије. Предавала је и доприносила креативном писању у неколико земаља света. 
Ауторка је девет романа, пет драма за радио и ТВ мини-серије. Године 2013. објављен је њен седми роман под називом Apple Tree Yard који је постао бестселер број један, продавши се у преко пола милиона примерака само у Великој Британији. Такође је преведен на тридесетак земаља широм света. Четвороделна истоимена телевизијска адаптација емитована је на BBC One  у јануару 2017. Серија, у којој је глумила Емили Вотсон у главној улози и коју је адаптирала Аманда Кое, добила је широко признање критичара и консолидоване цифре гледаности од 7 милиона по епизоди, што је чини најгледанијом новом ББЦ драмом у то време од Ноћног менаџера.
Њену најновију књигу, Platform Seven (2019), адаптирала је као четвороделна драма Паула Милне, са Dancing Ledge Productions за ITV 2023. Њен трећи роман, Honey-Dew, је у опцији са сликама из првог поглавља и она ради на нацрту серије.
У својој првој оригиналној драми за телевизију, Даути је написала троделни трилер Crossfire, о нападу оружјем на летовалишту, који је направила Dancing Ledge Productionsза BBC One. У њему глуми Кили Хоз и емитован је 20, 21. и 22. септембра 2022. Такође је извршни продуцент у серији.
Даути сада живи у Лондону.

## Награде и почасти
Даутијев шести роман, Whatever You Love, био је у ужем избору Costa Book Award for fiction 2010. и на дугој листи за Orange Prize 2011. 
Apple Tree Yard, изабран је као избор Richard & Judy Book Choice у пролеће 2014. Хилари Мантел је коментарисала роман: „Не може бити живе жене која није једном схватила, у тренутку панике, да је на погрешном месту у погрешно време са погрешним мушкарцем. Луиза Даути... води свог узнемиреног читаоца на мрачну територију. Убедљива и храбро написана књига. Њен роман Black Water (2016) номинован је за једну од запажених књига године Њујорк тајмса.
Њена кратка прича „Fat White Cop with Ginger Eyebrows“ била је на дугој листи за Sunday Times EFG Private Bank Short Story Award 2015. 
Даути је члан Краљевског књижевног друштва. Године 2019. добила је почасни докторат (D.Litt.) на Универзитету Источне Англије.

## Изабрана дела

### Романи
- Crazy Paving. ISBN 0-671-71879-7., 1995,
- Dance with Me. ISBN 0-684-81652-0., 1996,
- Honey-Dew. ISBN 0-684-82090-0., 1998, ,
- Fires in the Dark (Ватре у мраку. ISBN 0-7432-2087-0.), 2003,
- Stone Cradle (Камена колевка. ISBN 0-7432-2089-7.), 2006,
- Whatever You Love. ISBN 978-0-571-25475-0., 2010,
- Apple Tree Yard. ISBN 978-0-571-29788-7., 2013,
- Black Water. ISBN 978-0-571-27866-4., 2016,
- Platform Seven. ISBN 978-0-571-32194-0., 2019

### Нефикција
- A Novel in a Year. ISBN 978-1-84737-070-9., 2007,

### Драме
- Maybe
- The Koala Bear Joke
- Nightworkers
- Geronimo!
- The Withered Arm

### Телевизија
| Година | Наслов          | Писац | Извршни продуцент | Креатор | Напомене             |
| ------ | --------------- | ----- | ----------------- | ------- | -------------------- |
| 2017   | Apple Tree Yard | Не    | Не                | Не      | Придружени продуцент |
| 2022   | Crossfire       | Да    | Да                | Да      |                      |
| 2023   | Platform Seven  | Не    | Да                | Не      |                      |

### Радио драма
| Година | Наслов              | Броадцастер | Напомене                                       |
| ------ | ------------------- | ----------- | ---------------------------------------------- |
| 1991   | Maybe               | ББЦ Радио 3 | Добитник награде Winner of a Radio Times Drama |
| 1994   | The Koala Bear Joke | ББЦ Радио 4 |                                                |
| 1998   | Nightworkers        | ББЦ Радио 4 |                                                |
| 2004   | Geronimo!           | ББЦ Радио 4 |                                                |
| 2006   | The Withered Arm'   | ББЦ Радио 4 | Адаптација приче Томаса Хардија                |